# Evergreen (星村麻衣のアルバム)
『evergreen』（エバーグリーン）は、星村麻衣の4枚目のオリジナルアルバム。2012年4月18日にHeart-Voice Recordsから発売された。

## 解説
ミニアルバム『今日が笑顔であるように』から1年4ヶ月ぶりのアルバム。オリジナル・アルバムとしては『MY LIFE』から3年7ヶ月ぶりで、インディーズ移籍後初のフルアルバムとなる。
『今日が笑顔であるように』のあとにリリースされた17thシングル「Doki Doki／You」収録曲のアレンジバージョンや、15thシングル「いちばん星」のカップリング曲であった「木漏れ日デイズ」のアコースティックバージョンなど、計10曲を収録。

## 収録曲
全曲、作詞・作曲：星村麻衣
1. Honey
編曲：川端良征
モナコグループテーマソング。
2. Doki Doki -evergreen mix-[2]
編曲：古賀繁一
17thシングル（1曲目）。日本海テレビ『1ch Music』2011年6月度エンディングテーマ。
3. くにびき大橋
編曲：古賀繁一
故郷のことを歌った楽曲[1]。タイトルの「くにびき大橋」は、星村の出身地である島根県松江市の大橋川にかかる橋の名前である。
PVが製作されており、YouTube上で公開されている。
4. 共鳴
編曲：古賀繁一
5. You -evergreen mix-[2]
編曲：古賀繁一/星村麻衣
17thシングル（2曲目）。園田競馬場・姫路競馬場2011年度CMソング。
6. 恋愛ビギナー
編曲：古賀繁一/星村麻衣
7. 熱帯魚
編曲：大里健伍/古賀繁一
8. オレンジ
編曲：川端良征
9. 木漏れ日デイズ -acoustic ver-
編曲：古賀繁一
15thシングル「いちばん星」カップリング曲。
10. My World
編曲：川端良征